# Natalija Łupu
Natalija Ołeksijiwna Łupu (ukr. Наталія Олексіївна Лупу, rum. Natalia Lupu; ur. 4 listopada 1987 w Marszyncach) – ukraińska lekkoatletka rumuńskiego pochodzenia specjalizująca się w biegu na 800 metrów. Wielokrotna mistrzyni kraju.

## Kariera lekkoatletyczna

### Kariera juniorska
Lekkoatletykę zaczęła uprawiać w czwartej klasie szkoły podstawowej.
W 2003 została złotą medalistką olimpijskiego festiwalu młodzieży Europy na 1500 metrów z czasem 4:23,70 s.
W 2004 wystartowała na mistrzostwach świata juniorów. Odpadła w eliminacjach na 800 metrów, zajmując 4. miejsce w swoim biegu eliminacyjnym z czasem 2:09,30 s.
W 2005 zdobyła złoto mistrzostw Europy juniorów na 800 metrów z czasem 2:02,78 s.
W 2006 ponownie wystąpiła na mistrzostwach świata juniorów, na których była 4. na 800 metrów z czasem 2:05,05 s.

### Kariera seniorska
W 2009 została halową mistrzynią Ukrainy na 800 metrów. W tym samym roku wzięła udział w mistrzostwach świata. Odpadła w eliminacjach na 800 metrów, plasując się na 6. pozycji w swoim biegu eliminacyjnym z czasem 2:06,74 s.
W 2010 wystartowała na halowych mistrzostwach świata. Odpadła w eliminacjach na 800 m z czasem 2:04,30 s, który dał jej 5. miejsce w swoim biegu eliminacyjnym.
W 2012 zadebiutowała na igrzyskach olimpijskich w biegu na 800 metrów. W pierwszej rundzie wygrała swój bieg eliminacyjny z czasem 2:08,35 s i zakwalifikowała się do półfinału. Nie udało jej się jednak dostać do finału – w swoim biegu półfinałowym zajęła 5. miejsce z czasem 2:01,63 s. W tym samym roku wywalczyła srebrny medal halowych mistrzostw świata.
W 2013 Łupu była 7. na mistrzostwach świata z czasem 1:59,79 s. W tym samym roku została halową mistrzynią Europy z czasem 2:00,26 s.
W 2014 zajęła 5. miejsce na halowych mistrzostwach świata z czasem 2:01,17 s, jednak jej wynik został anulowany po pozytywnym wyniku testów antydopingowych, po których została zdyskwalifikowana na 9 miesięcy.
W marcu 2015 została brązową medalistką halowych mistrzostw Europy na 800 m z czasem 2:02,25 s. Po dyskwalifikacji Zawiałowej w 2019 roku otrzymała srebrny medal. W tym samym roku zajęła 6. miejsce na mistrzostwach świata z czasem 1:58,99 s. W październiku tegoż roku zdobyła złoty medal wojskowych igrzysk sportowych w biegu na 800 m z czasem 1:59,99 s i srebrny w sztafecie 4 × 400 m.
W 2016 wystartowała na mistrzostwach Europy w Amsterdamie w biegu na 800 metrów, docierając do półfinału.
W 2017 została ponownie zdyskwalifikowana za stosowanie dopingu (do grudnia 2024 roku).

## Rekordy życiowe

### Konkurencje na powietrzu
- Bieg na 400 metrów – 52,91 s ( Winnica, 15 sierpnia 2011)
- Bieg na 800 metrów – 1:58,46 s ( Jałta, 14 czerwca 2012)
- Bieg na 1500 metrów – 4:20,93 s ( Kijów, 23 maja 2003)

### Konkurencje halowe
- 400 m – 53,52 s ( Sumy, 16 lutego 2011)
- 800 m – 1:59,67 s ( Stambuł, 11 marca 2012, HMŚ 2012)
- 1000 m – 2:42,58 s ( Moskwa, 3 lutego 2013)
- 1500 m – 4:28,63 s ( Kijów, 12 stycznia 2009)